# Рабчинский, Иван Васильевич
Иван Васильевич Рабчинский на эстонском Ivan Rabtšinski (24 января 1879, с. Казатино Подольской губернии — 30 января 1950, Москва) — советский политический деятель, член Всероссийского учредительного собрания, 

## Биография
Из крестьянской семьи. По другим сведениям родился в семье железнодорожного рабочего. 
В 1915 году окончил Петербургский политехнический институт. 
В революционном движении с 1895 года, проводил работу на Украине и в Петербурге.  Во время революции 1905-го года был членом Петербургского совета. С 1905 года в  РСДРП(б). Председатель Ревельского комитета РСДРП(б) в 1917 году,  делегат VII конференции и VI съезда РСДРП(б).

### Деятельность в Эстонии
16—17 (29—30) апреля на Первой конференции Северо-Балтийской (Эстонской) организации РСДРП(б) в Таллине избран заместителем председателя Северо-Балтийского областного комитет РСДРП(б), председателем стал Юлиус Россфельдт (Julius Rossfeldt). Главный редактор ряда большевицких газет в Эстонии, например, «Утро правды» (на русском языке). Член Северного областного комитета РСДРП(б).
22 октября (4 ноября) на совместном заседании Исполкома Советов Эстляндской губернии и Исполкома Ревельского Совета рабочих и солдатских депутатов был образован Военно-революционный комитет Эстляндской губернии, председателем был избран И. В. Рабчинский, а В. Э. Кингисепп его заместителем.  В течение 23—25 октября (5—7 ноября) 1917 года власть в Эстляндской губернии, за исключением оккупированного германскими войсками Моонзундского архипелага, перешла к Советам рабочих и солдатских депутатов, а 27 октября (9 ноября) Яан Поска официально передал  Военно-революционному комитету все дела по управлению Эстляндской губернией.
В конце 1917 года избран во Всероссийское учредительное собрание в Эстляндском избирательном округе по списку № 2 (большевики и ЦК безземельных и малоземельных крестьян). Член бюро фракции большевиков Учредительного Собрания. Участник заседания Учредительного собрания 5 января. В марте 1918 на 4-м Всероссийском съезде Советов был избран членом ВЦИК.

### Деятельность в СССР
В 1917—1918 член коллегии, заместитель наркома почт и телеграфа РСФСР, полномочный представитель правительства Эстонской трудовой коммуны при Совете народных комиссаров РСФСР, затем комиссар по эстонским делам при Наркомнаце.
В феврале 1919 года был представителем Эстляндской трудовой коммуны при Совете народных комиссаров РСФСР. В 1919 заместитель председателя Горного отдела ВСНХ.
C 1920 по 1931 год Рабчинский был директором и ответственным редактором созданного по его инициативе издательства Гостехиздат. В 1932—1934 годах — заместитель директора Института прикладной минералогии, в 1934—1935 годах — директор Московского электротехнического института связи.
Вышел на пенсию, но по собственной просьбе в декабре того же 1935 года назначен главным редактором энергетической литературы «Объединённого научно-технического издательства».
Во время Великой Отечественной войны — в эвакуации в Ташкенте; «по путевкам Кировского райкома партии г. Ташкента он выступает с лекциями и докладами в госпиталях, на предприятиях, оказывает помощь молодым пропагандистам и агитаторам». В конце 1940-х годов часто болел и отказывался общаться с журналистами .

## Память
- В 1972—1975 годах на улице И. В. Рабчинского в Таллине жил, тогда журналист, С. Д. Довлатов. Ныне на доме 41 открыта мемориальная доска в память об этом, а улице в начале 1990-х возвращено название Вабрику (Vabriku tänav)[8].